# Hamish Linklater
Hamish Eric Linklater (Great Barrington, Massachusetts, 7 de julio de 1976) es un actor y dramaturgo estadounidense. Comenzó en la interpretación desde niño en la compañía teatral Shakespeare & Company, cofundada por su madre, la preparadora vocal Kristin Linklater. Fue al Amherst College, pero abandonó los estudios para trasladarse a Nueva York y buscar trabajo como actor. Obtuvo sus primeros papeles en obras de teatro off-Broadway, como producciones de Las aventuras de Huckleberry Finn y Hamlet, y su debut cinematográfico ocurrió en Groove (2000).
Más tarde, obtuvo uno de los papeles principales de la comedia de situación The New Adventures of Old Christine, de la fue parte durante cinco temporadas, y protagonizó The Busy World Is Hushed, que le valió una nominación en los Drama League Awards. Entre 2009 y 2011 actuó en tres producciones del Teatro Público: Noche de reyes, Cuento de invierno y El mercader de Venecia, a las que siguió una premiada participación en la obra The School for Lies. Además, debutó en Broadway con Seminar, en 2011.
En cuanto al cine, interpretó a uno de los dos personajes principales de la película de Miranda July El futuro (2011) y fue parte del reparto de  Battleship, largometraje de alto presupuesto. En los años siguientes, continuó trabajando en cine y televisión a la vez que participó en producciones del Teatro Público y escribió su primera obra, The Vandal (2013). Tanto en esta como en otro de sus proyectos como dramaturgo, The Whirligig (2017), exploró el tema de la superación luego de perder a un ser querido.
En 2021, recibió elogios de la prensa especializada por su trabajo en la miniserie de Mike Flanagan Misa de medianoche como el sacerdote John Pruit, y que no haya figurado entre los actores candidatos al premio Primetime Emmy fue criticado por varios medios de comunicación. Al año siguiente, su desempeño en producciones televisivas como Angelyne y Gaslit también obtuvo buenos comentarios. Linklater realizó su debut como cineasta en 2023, cuando dirigió Downtown Owl con su esposa, Lily Rabe, con quien ha trabajado en múltiples oportunidades.  

## Biografía

### Primeros años
Hamish Eric Linklater es hijo de Kristin Linklater (1936-2020), profesora de teatro y preparadora vocal escocesa que cofundó la compañía teatral Shakespeare & Company, y del estadounidense James Lincoln Cormeny (1951-2014), también relacionado con el teatro. Es nieto del escritor Eric Linklater y con su madre, que lo crio sola, vivió en sitios de Massachusetts como Lenox, West Stockbridge, Great Barrington y Housatonic. Comenzó a actuar a los ocho años, en obras de la Shakespeare & Company interpretando pequeños papeles o personajes que inventaban para él. Linklater asistió a la Berkshire Waldorf School, la Commonwealth School y el Amherst College, donde estudió Inglés. Luego de un año, abandonó la universidad para trasladarse a Nueva York con el objetivo de convivir con su novia de ese entonces y encontrar papeles. Con el fin de costear sus necesidades económicas, trabajó en una agencia de seguros, haciendo letreros, como ayudante de camarero en el Cafe Mozart y como cajero en la librería Drama Book Shop, experiencias atípicas que describió de la siguiente forma: «Puedes aprender muchas cosas haciendo un trabajo que no es de tu preferencia, porque así te pones a prueba. Estiras, endureces y fortaleces un músculo que de otra manera nunca se hubiera desarrollado, y eso es bueno. No digo que literalmente te prostituyas, pero ganas experiencia vendiéndote como actor».

### Carrera

#### 1996-2006: Inicios en teatro
A los diecinueve años, mientras trabajaba en el Drama Book Shop, obtuvo el papel de Tom Sawyer en una función de Las aventuras de Huckleberry Finn que se llevó a cabo en el Actors Theatre de Louisville, después de que el principal candidato abandonara el proyecto. Linklater recibió su tarjeta Equity de parte de la Actors' Equity Association luego de eso. Por esa época, participó en el espectáculo Transsexuals on the Run del bar gay The Duplex, el cual requirió que actuara en ropa interior. Sin embargo, la experiencia le resultó incómoda y finalmente dejó el papel. Al mismo tiempo, audicionó sin éxito para Corpus Christi, obra escrita por Terrence McNally y dirigida por Joe Mantello. En marzo de 1997 actuó en Iphigenia And Other Daughters, a cargo de la Portland Stage Company. Como miembro de The Acting Company, fue parte del elenco de Love's Fire: Fresh Numbers by Seven American Playwrights, que se estrenó en enero de 1998 en el Guthrie Theater de Minneapolis y después continuó en gira. En febrero de 1999 se presentó su siguiente proyecto, la obra de Marlane Meyer The Chemistry of Change, hecha por el Theatre Four de Nueva York. También en 1999, interpretó a Laertes en una puesta de Hamlet en el Teatro Público de Nueva York.
La primera película en la que actuó fue Groove (2000), una producción que retrata la cultura rave estrenada en el Festival de Cine de Sundance. Linklater interpretó a David, un aspirante a escritor que, durante la fiesta sobre la que trata el filme, consume éxtasis por primera vez. Entre 2000 y 2001, asumió el papel del médico Bruce Cherry en la serie de la ABC Gideon's Crossing. Linklater dijo que no encontró dificultades en pasar del teatro al cine y la televisión. Más tarde, actuó en la obra Good Thing, de su entonces esposa Jessica Goldberg, en el Actor's Gang Theater de Los Ángeles. En 2002 protagonizó The Violet Hour, de Richard Greenberg, que se estrenó en el South Coast Repertory. La obra está ambientada en 1919 y Linklater interpretó a John Pace Seavering, un editor que es incapaz de elegir cuál será el primer libro que publicara. Steven Oxman, en su análisis para Variety, alabó el trabajo del actor. Ese mismo año, desempeñó un personaje secundario en el telefilme de HBO Fuego sobre Bagdad, que relata el papel del periodista Robert Wiener durante su cobertura de la invasión de Kuwait.
Más adelante, protagonizó la obra de Craig Wright Recent Tragic Events, que se presentó en el Playwrights Horizons entre el 5 de septiembre y 12 de octubre de 2003. Seguidamente, actuó en Final Draft, película cómica, en una puesta de Hamlet en el Long Wharf Theatre y en Cinco días para la medianoche, miniserie de Sci-Fi Channel protagonizada por Timothy Hutton y estrenada en junio de 2004. También en el Long Wharf Theatre actuó en una producción llamada Singing Forest. Por otra parte, conformó el elenco del episodio piloto de Happy Family, sitcom de la NBC. Además, obtuvo un papel secundario en la película de superhéroes Los 4 fantásticos (2005). Al mismo tiempo, Kari Lizer lo seleccionó para su piloto True porque «le encantaba su trabajo», pero los ejecutivos de Warner Bros. no estuvieron de acuerdo, dado que el actor nunca había participado en una comedia de situación. No obstante, Lizer sí consiguió contar con él un año después en su siguiente sitom, The New Adventures of Old Christine, donde Linklater interpretó al inexpresivo y torpe hermano del personaje de Julia Louis-Dreyfus. El actor modificó su postura inicial de «salir en escena y simplemente soltar bromas» y, en cambio, comenzó a «comportarse de manera natural» en pantalla. Linklater fue parte de esta serie, que se filmó con audiencia en vivo, durante sus cinco temporadas. En 2006 volvió al Playwrights Horizons para la producción de Keith Bunin The Busy World Is Hushed, que le valió buenas críticas y una nominación al Drama League Award a la interpretación distinguida.

#### 2007-2012: Progreso

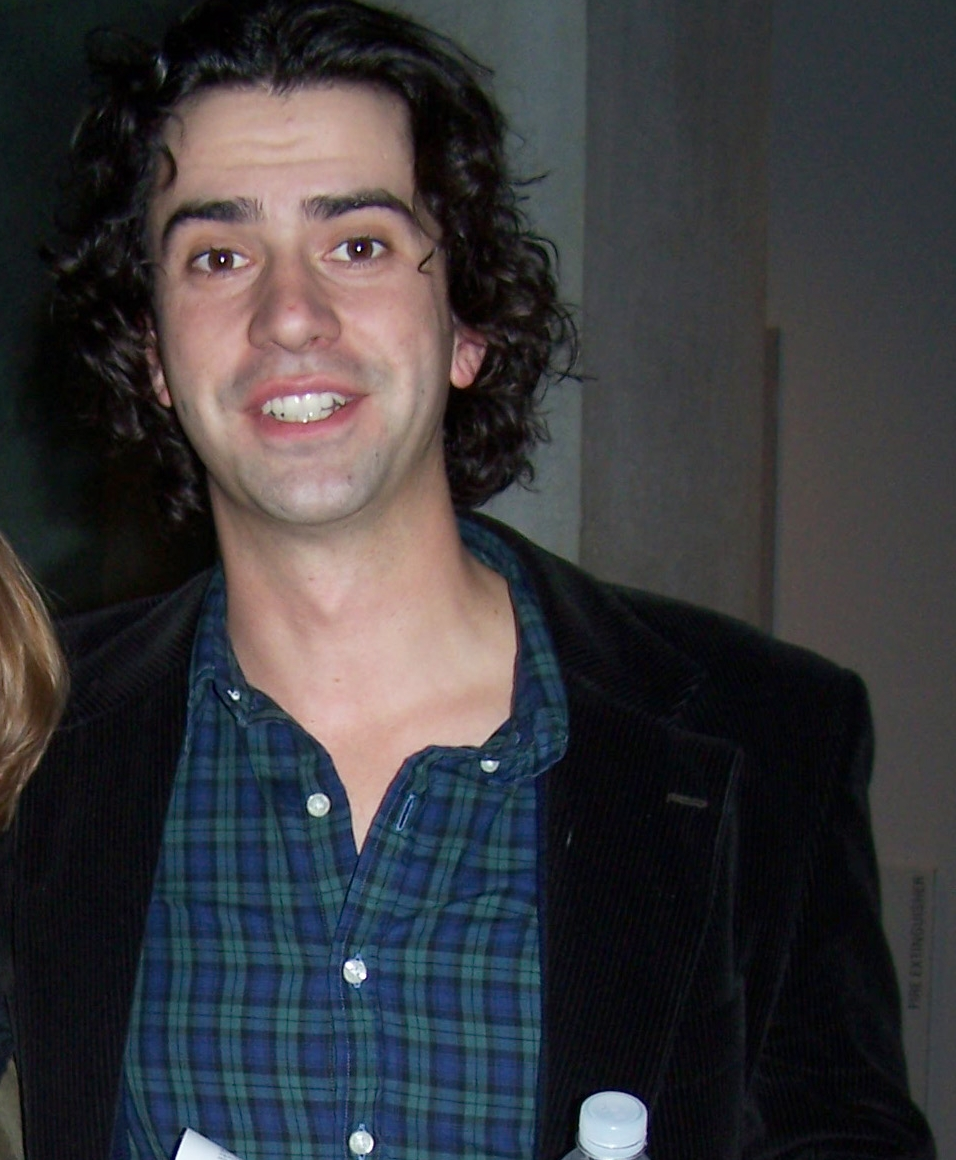
Linklater luego de una función de The Busy World Is Hushed en el Skirball Cultural Center, en febrero de 2007

En 2007, protagonizó una puesta en escena de Hamlet que corrió a cargo del South Coast Repertory. También, realizó una participación como invitado en un episodio de la serie de ABC Pushing Daisies, y para esa cadena en 2008 escribió, con Jessica Goldberg, un piloto llamado Prince of Motor City. Un año después, protagonizó la comedia de Michael Sargent The Projectionist, cuyas presentaciones se produjeron en el Kirk Douglas Theatre, del Center Theatre Group californiano. Al mismo tiempo, interpretó a Andrew Aguecheek en una puesta de Noche de reyes hecha por el Teatro Público en el Teatro Delacorte. Este papel le valió una nominación en los Drama Desk Awards en la categoría actor destacado en una obra. Además, interpretó a un diseñador de Gucci en un episodio de Ugly Betty y, en 2010, actuó en una puesta de Cuento de invierno en el Teatro Delacorte, donde, según la revista Interview, se «robó el espectáculo». A la vez que Cuento de invierno, el Teatro Público realizó una puesta de El mercader de Venecia, con Linklater en el reparto. Además, integró el elenco de Standing on Ceremony: The Gay Marriage Plays, una serie de obras de corta duración que se presentó en el club nocturno Largo.
Su debut en Broadway se produjo en 2011 cuando interpretó a un dramaturgo novato en Seminar, de Theresa Rebeck. La obra se estrenó el 27 de octubre de ese año en el John Golden Theatre. Linklater fue galardonado con el premio Obie y recibió nominaciones en los Outer Critics Circle Awards y los Lucille Lortel Awards por su trabajo en The School for Lies, de David Ives. Esta, realizada por la Classic Stage Company y ligeramente basada en El misántropo de Molière, requirió que el elenco hablara en verso, cosa que a Linklater le resultó cómoda por su experiencia previa en la Shakespeare & Company. Durante tres años, buscó encarecidamente el papel principal de la película de Miranda July El futuro (2011), porque le había «encantado» el trabajo debut de la directora, Tú, yo y todos los demás (2005). July no estaba segura de elegirlo y solo le ofreció el trabajo una vez que su primera opción abandonó el proyecto. El argumento ahonda en la relación de una pareja —Linklater y July— y al actor le pareció «fantástico» participar en un proyecto de estas características, marcadamente diferente a sus trabajos anteriores. Según Lisa Kennedy, analista de The Denver Post: «En esta oportunidad, Linklater consigue ser tan inexpresivo —y entrañable— como lo era en The New Adventures of Old Christine».
En 2012, actuó en la película de gran presupuesto Battleship, que se centra en un batallas navales entre la humanidad y unos extraterrestres que invaden la Tierra. Linklater interpretó a Cal Zapata, un científico de la NASA al que describió como «una combinación entre el personaje de Marlon Brando en ¡Viva Zapata! y el de James Dean en East of Eden». Sobre sus diálogos, dijo: «Improvisamos durante esas escenas donde charlábamos sobre ciencia, ¡y yo no entendía lo que estábamos hablando! Esta película tiene la mayor pseudociencia improvisada jamás filmada en la historia del cine». La producción no gozó del favor de la crítica y, como tampoco consiguió la recaudación esperada, se canceló la secuela programada. Ese mismo año protagonizó, junto con Greta Gerwig, la comedia romántica independiente Lola versus, que de acuerdo con Mary Pols de Times, contiene problemas de guion. No obstante, la analista opinó favorablemente sobre el desempeño de Linklater, de quien dijo que «derrocha una timidez encantadora». Sus siguientes actuaciones se produjeron en series de televisión como The Big C, donde fue invitado en la tercera temporada, y Law & Order: Special Victims Unit, en el episodio «Manhattan Vigil». También en 2012, obtuvo un papel secundario en The Good Wife, donde interpretó a un miembro del Departamento de Justicia.

#### 2013-2016: Trabajos como dramaturgo

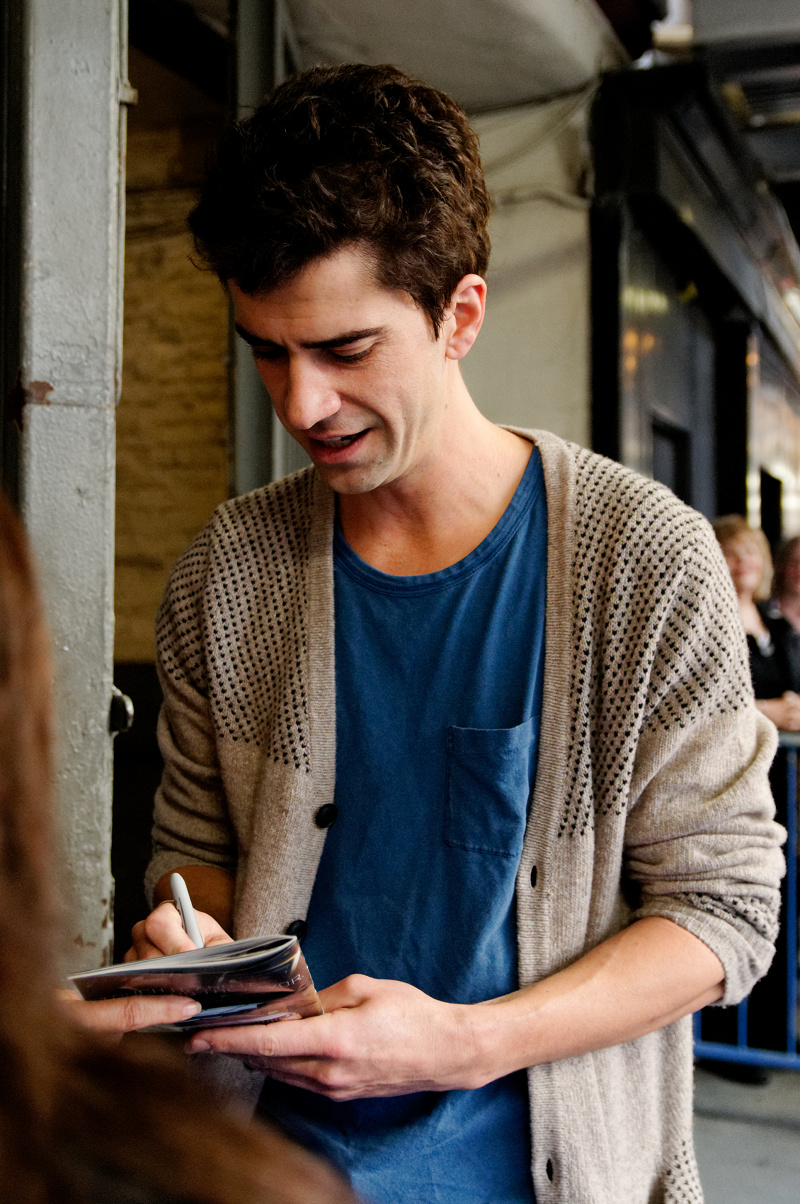
Linklater luego de una función de Seminar en el John Golden Theatre, en noviembre de 2011

Linklater interpretó al beisbolista Ralph Branca en 42 (2013), película basada en la vida de Jackie Robinson. El actor aceptó la propuesta ya que es fanático de ese deporte y explicó que, aunque le hubieran ofrecido participar en solo un par de escenas, hubiera dicho que sí: «Me bastaba con ponerme el uniforme e ir a los estadios para aprender a lanzar la bola correctamente. Cumplí mi sueño de la niñez de convertirme en beisbolista». Para prepararse, Linklater visitó la compañía de seguros de Branca y lo conoció. «Simplemente me contó viejas anécdotas», dijo. La producción recibió comentarios favorables de la prensa y la aceptación de la audiencia. Asimismo, Linklater fue nominado al Drama Desk Award al mejor actor en una obra por su interpretación de los gemelos Antífolo de Éfeso y Antífolo de Siracusa en una puesta de La comedia de las equivocaciones, cuyas funciones transcurrieron en el Teatro Delacorte entre el 18 y el 30 de junio de 2013. Su siguiente participación en una película fue en el drama Redemption Trail (2013), que trata sobre dos mujeres —Lily Rabe y Lisa Gay Hamilton— que intentan superar traumas del pasado. De acuerdo con la reseña de The Hollywood Reporter, tanto Linklater como Rabe y Jake Weber «son muy efectivos transmitiendo la silenciosa angustia de sus personajes».
Más tarde, se estrenó su obra de una hora de duración The Vandal, que se centra en tres personas que en diferentes etapas de sus vidas atraviesan un duelo. Linklater la escribió mientras trabajaba en Seminar, estaba separado y experimentaba el fallecimiento de personas cercanas: «Sentía cerca a la muerte y tenía muchas ganas de hablar sobre ello». Jim Simpson, fundador y director artístico de The Flea Theatre, afirmó que «es un escrito muy complejo y es muy raro que provenga de un dramaturgo principiante». La obra se presentó en el mencionado Flea Theatre, con dirección de Simpson y actuaciones de Zach Grenier, Deirdre O'Connell y Noah Robbins, y posteriormente se trasladó a diferentes teatros de Nueva York. En 2013, se unió al reparto de la comedia de situación de CBS The Crazy Ones, protagonizada por Robin Williams. Linklater interpretó a un empleado de la agencia de publicidad dirigida por el personaje de Williams y el de Sarah Michelle Gellar. Se le ofreció el papel sin necesidad de que realizara una audición. El programa fue cancelado después de una temporada.
Al mismo tiempo, encarnó a Jerry Dantana en seis episodios de la serie de HBO The Newsroom, a la que anteriormente había audicionado para el papel de Jim Harper —que finalmente se quedó John Gallagher, Jr.— Luego de presenciar una «escena ambigua» entre sus vecinos, redactó su segundo trabajo como dramaturgo, Just Lean Out Your Window and Shout, sobre una pareja que cree haber descubierto un hecho macabro perpetrado por su vecino. En julio de 2014 el Cape Cod Theatre Project llevó a cabo lecturas de la obra, con Hal Brooks en la dirección. Sus siguientes trabajos cinematográficos de ese año fueron The Angriest Man in Brooklyn, donde interpretó a un instructor de baile de salón hijo del personaje de Robin Williams, y Magic in the Moonlight, de Woody Allen. Para el papel de «playboy de la década de 1920 que vive en el sur de Francia», aprendió a cantar y tocar el ukelele. Magic in the Moonlight recibió críticas dispares de la prensa especializada y el público por igual. Por último, en 2014 interpretó a Benedick en una puesta de Mucho ruido y pocas nueces a cargo del Teatro Público.
En 2015, asumió uno de los papeles estelares de la obra de Doug Wright Posterity, donde interpretó al escultor noruego Gustav Vigeland. La producción se centra en los encuentros que tuvieron este y Henrik Ibsen, en los que «contemplaban sus carreras, pasiones y defectos», y se presentó en la Atlantic Theater Company. Asimismo, protagonizó, junto con Patrick Page, Lily Rabe y Raúl Esparza, una puesta de Cimbelino en el Teatro Delacorte. Su obra The Cheats, cuyo argumento trata sobre dos matrimonios disfuncionales, se presentó en el Steep Theatre y recibió comentarios negativos por su escritura. También, en La gran apuesta (2015) interpretó a uno de los analistas del personaje de Steve Carell, gerente de un fondo de cobertura llamado FrontPoint. Por este trabajo, fue nominado al premio del Sindicato de Actores al mejor reparto. Además, realizó actuaciones en One More Time, película dramática protagonizada por Christopher Walken, e Ithaca, debut de Meg Ryan como cineasta basado en una novela de William Saroyan. Más adelante, Viacom eligió a Linklater para protagonizar su piloto I Shudder, una comedia negra de TV Land donde interpretó a Elyot Vionnet, un excéntrico «defensor de los modales y las buenas costumbres».

#### 2017-2021: Éxito en televisión

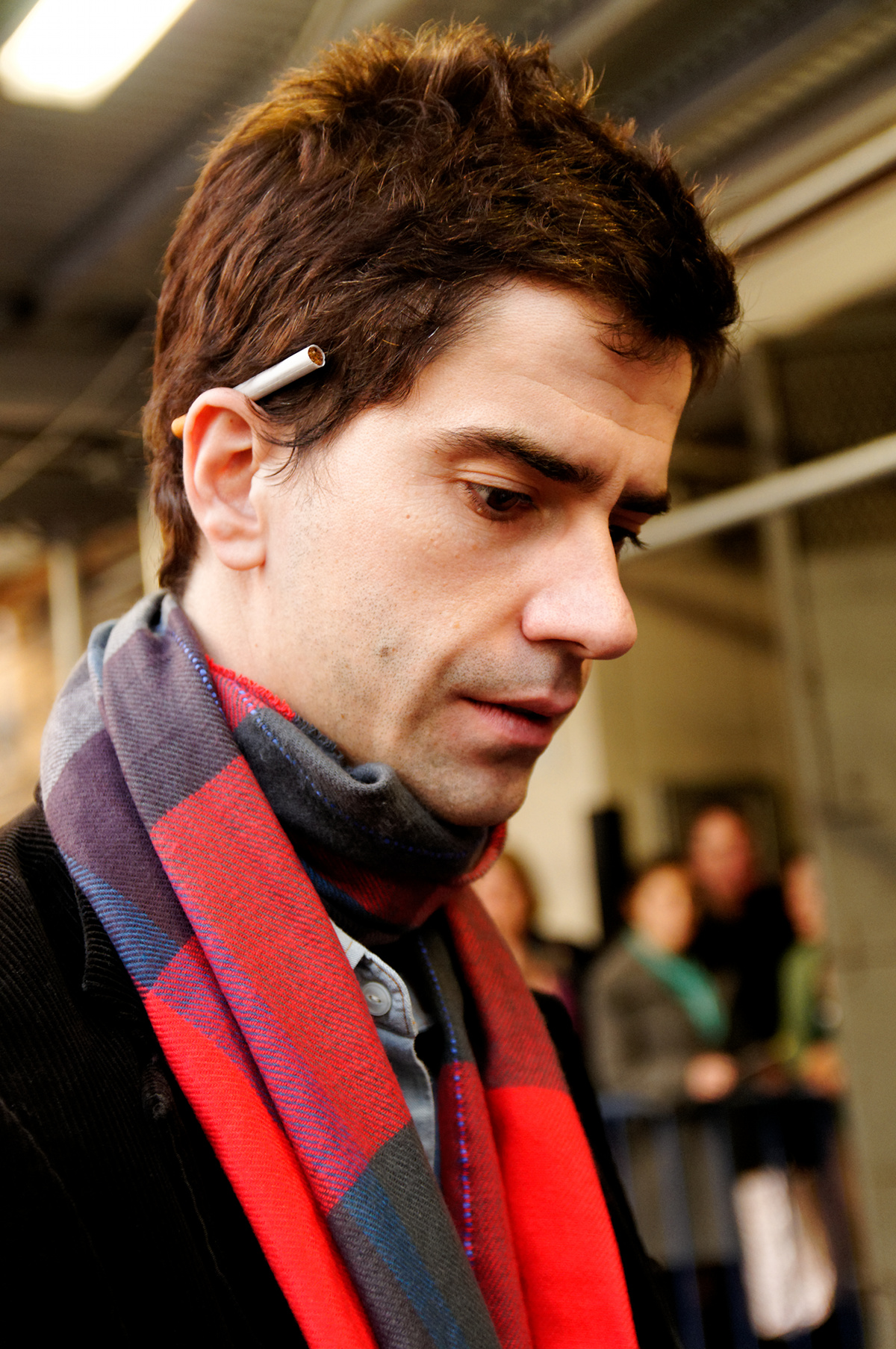
Linklater tras otra función de Seminar en el John Golden Theatre en 2011

Linklater obtuvo un papel en la serie de FX Legión, basada en el personaje homónimo de Marvel Comics, como un miembro del Gobierno encargado de capturar e interrogar mutantes. El programa tuvo tres temporadas y se transmitió entre 2017 y 2019. Al mismo tiempo trabajó en la tercera temporada de otra serie de esa cadena, Fargo, donde interpretó a un agente del Servicio de Impuestos Internos llamado Larue Dollars. En 2017 estrenó su siguiente obra como dramaturgo, The Whirligig, que en sus dos actos se centra en los allegados de una joven drogadicta que murió. La producción se presentó en The New Group y más tarde se realizó una lectura en la Shakespeare & Company, cofundada por su madre. Asimismo, encarnó a Harry en una puesta de Mamma Mia! que se llevó a cabo a mediados de 2017 en el Hollywood Bowl y actuó en El sueño de una noche de verano, una adaptación cinematográfica de la obra de Shakespeare ambientada en el Hollywood moderno. En 2018, Linklater participó en dos comedias románticas: Paper Year y You Can't Say No.
También en 2018, actuó en una puesta del Shakespeare Center of Los Angeles de Enrique IV, en la que fue el príncipe Hal. En 2019, asumió uno de los papeles principales de la obra The Pain of My Belligerence, que aborda la relación disfuncional de una pareja y que se estrenó en el Playwrights Horizons. El trabajo de Linklater, que el crítico Frank Scheck calificó como «excelente», le valió una nominación al Lucille Lortel Award en la categoría mejor actor en una obra de teatro. Ese mismo año, interpretó a John Worthing en una lectura de La importancia de llamarse Ernesto hecha por la Roundabout Theatre Company en el Teatro American Airlines. Al mismo tiempo, actuó en la película de Brie Larson Tienda de unicornios, donde desempeñó un papel secundario, y en la serie de antología Monsterland. Esta última está basada en la colección de cuentos de terror North American Lake Monsters: Stories, de Nathan Ballingrud, y Linklater encarnó a un personaje antagónico. Además de ello, integró el elenco de la serie The Stand, adaptada de la novela homónima de Stephen King.
La comedia romántica 10 cosas que hacer antes de dejarte se estrenó en 2020, con Linklater y Christina Ricci como protagonistas, y se centra en un hombre inmaduro que se involucra sentimentalmente con una madre soltera. En Film Threat, Alex Saveliev alabó la química entre los mencionados actores y en la reseña de Common Sense Media también se los elogió. Más tarde, se unió al reparto de Tell Me Your Secrets, serie de suspenso hecha por Amazon Prime Video en la que interpretó a un agresor sexual que busca redención. A pesar de que Linklater dijo que se arrepentía de haber firmado solo por un año, el programa no fue renovado para una segunda temporada. Su siguiente trabajo fue una lectura benéfica del Red Bull Theater de Volpone, que se transmitió vía streaming. También en 2021, en la miniserie de Mike Flanagan Misa de medianoche fue Paul Hill, un pastor que se traslada a un pequeño pueblo para hacerse cargo de una iglesia. Una de las características de su personaje son sus extensos monólogos, que a menudo se filmaron en una sola toma y que fueron alabados por la prensa. «La interpretación de Linklater durante sus impetuosos sermones es sobresaliente», escribió Sian Cain en The Guardian. Linklater no fue nominado a los premios Primetime Emmy, hecho que causó la indignación de los medios, pero en los Critics' Choice Super Awards ganó como mejor actor en una serie de terror.

#### 2022-presente: Debut como director
En 2022 interpretó a Rick Krause, el presidente del club de fanes de Angelyne, en la miniserie homónima basada en la vida de la mencionada artista. Obtuvo el papel luego de que el candidato original, Jefferson Hall, dejara el proyecto por problemas de planificación. Al mismo tiempo, actuó en la serie de suspenso político Gaslit, como el operador republicano Jeb Stuart Magruder. Por su trabajo en ambos programas, Linklater recibió buenas críticas. Asimismo, formó parte del elenco del western Dead for a Dollar (2022), protagonizado por Christoph Waltz, y un año después escribió y actuó en la obra Paris, ACTORS!, que se leyó en el Williamstown Theatre Festival. Downtown Owl, película que Linklater escribió —a partir de una novela de Chuck Klosterman—, produjo y dirigió con Lily Rabe, se estrenó en 2023 y aborda, de forma tragicómica, las vidas e interacciones entre tres residentes de Dakota del Norte que no se conocen.

## Vida privada
Linklater vivió en Ciudad de Nueva York entre los diecinueve y los veinticuatro años y luego se trasladó a Los Ángeles, dado que le resultaba más cómodo por un trabajo en televisión. Estuvo casado con la dramaturga Jessica Goldberg y con ella tuvo a su primera hija, Lucinda Rose, en abril de 2007. El actor dejó de fumar cuando supo que Goldberg estaba embarazada. Con Lily Rabe, actriz con la que ha trabajado en varias ocasiones, tiene tres hijos; la primera nació en 2017, el segundo en junio de 2020 y el tercero, a mediados de 2022.

## Trabajos

### Cine
| Año  | Trabajo                             | Papel          | Notas                           |
| ---- | ----------------------------------- | -------------- | ------------------------------- |
| 2000 | Groove                              | David Turner   |                                 |
| 2003 | Final Draft                         | Marty          |                                 |
| 2005 | Los 4 fantásticos                   | Leonard        |                                 |
| 2011 | El futuro                           | Jason          |                                 |
| 2012 | Battleship                          | Cal Zapata     |                                 |
| 2012 | Lola versus                         | Henry          |                                 |
| 2013 | 42                                  | Ralph Branca   |                                 |
| 2013 | Redemption Trail                    | David          |                                 |
| 2014 | The Angriest Man in Brooklyn        | Tommy Altmann  |                                 |
| 2014 | Magic in the Moonlight              | Brice          |                                 |
| 2015 | One More Time                       | Tim            |                                 |
| 2015 | Ithaca                              | Tom Spangler   |                                 |
| 2017 | El sueño de una noche de verano     | Lisandro       |                                 |
| 2018 | Paper Year                          | Noah Bearinger |                                 |
| 2018 | You Can't Say No                    | Miles          |                                 |
| 2019 | Tienda de unicornios                | Gary           |                                 |
| 2020 | 10 cosas que hacer antes de dejarte | Benjamin       |                                 |
| 2022 | Dead for a Dollar                   | Martin Kidd    |                                 |
| 2023 | Downtown Owl                        |                | Director, productor y guionista |

### Televisión
| Año       | Trabajo                             | Papel               | Notas           |
| --------- | ----------------------------------- | ------------------- | --------------- |
| 2000-2001 | Gideon's Crossing                   | Dr. Bruce Cherry    |                 |
| 2002      | Fuego sobre Bagdad                  | Richard Roth        | Telefilme       |
| 2003      | Happy Family                        | Todd Brennan        | Episodio piloto |
| 2004      | Cinco días antes de medianoche      | Carl Axelrod        | Miniserie       |
| 2006-2010 | The New Adventures of Old Christine | Matthew Kimble      |                 |
| 2007      | Pushing Daisies                     | John Joseph Jacobs  | 1 episodio      |
| 2009      | Ugly Betty                          | Evan York           | 1 episodio      |
| 2012      | The Big C                           | Dave Cooper         | 4 episodios     |
| 2012      | Law & Order: Special Victims Unit   | David Morris        | 1 episodio      |
| 2012-2013 | The Good Wife                       | David LaGuardia     |                 |
| 2013      | The Newsroom                        | Jerry Dantana       | 6 episodios     |
| 2013-2014 | The Crazy Ones                      | Andrew Keanelly     |                 |
| 2016      | I Shudder                           | Elyot Vionnet       | Episodio piloto |
| 2017-2019 | Legión                              | Clark Debussy       |                 |
| 2017      | Fargo                               | Larue Dollars       |                 |
| 2020      | Monsterland                         | Dr. Joe Keller      | 1 episodio      |
| 2020      | The Stand                           | Dr. Ellis           | 1 episodio      |
| 2021      | Tell Me Your Secrets                | John                |                 |
| 2021      | Misa de medianoche                  | Paul Hill           |                 |
| 2022      | Angelyne                            | Rick Krause         |                 |
| 2022      | Gaslit                              | Jeb Stuart Magruder |                 |

### Teatro
| Año  | Trabajo                                                  | Papel                                  | Teatro                            | Notas |
| ---- | -------------------------------------------------------- | -------------------------------------- | --------------------------------- | ----- |
| 1996 | Las aventuras de Huckleberry Finn                        | Tom Sawyer                             | Actors Theatre                    |       |
| 1997 | Iphigenia And Other Daughters                            |                                        | Portland Stage Company            |       |
| 1998 | Love's Fire: Fresh Numbers by Seven American Playwrights |                                        | Guthrie Theater Gira              |       |
| 1999 | The Chemistry of Change                                  |                                        | Theatre Four                      |       |
| 1999 | Hamlet                                                   | Laertes                                | Teatro Público                    |       |
| 2001 | Good Thing                                               | Dean                                   | Actor's Gang Theater              |       |
| 2002 | The Violet Hour                                          | John Pace Seavering                    | South Coast Repertory             |       |
| 2003 | Recent Tragic Events                                     | Andrew                                 | Playwrights Horizons              |       |
| 2004 | Hamlet                                                   | Hamlet                                 | Long Wharf Theatre                |       |
| 2005 | Singing Forest                                           | Walter (joven) Gray Korankyi           | Long Wharf Theatre                |       |
| 2006 | The Busy World Is Hushed                                 | Brandt                                 | Playwrights Horizons              |       |
| 2007 | Hamlet                                                   | Hamlet                                 | South Coast Repertory             |       |
| 2009 | The Projectionist                                        | Randy                                  | Kirk Douglas Theatre              |       |
| 2009 | Noche de reyes                                           | Andrew Aguecheek                       | Teatro Público                    |       |
| 2010 | Cuento de invierno                                       |                                        | Teatro Público                    |       |
| 2010 | El mercader de Venecia                                   |                                        | Teatro Público                    |       |
| 2010 | Standing on Ceremony: The Gay Marriage Plays             |                                        | Largo                             |       |
| 2011 | Seminar                                                  | Martin                                 | John Golden Theatre               |       |
| 2011 | The School for Lies                                      | Frank                                  | Classic Stage Company             |       |
| 2013 | La comedia de las equivocaciones                         | Antífolo de Éfeso Antífolo de Siracusa | Teatro Público                    |       |
| 2013 | The Vandal                                               |                                        | Gira                              | Autor |
| 2014 | Just Lean Out Your Window and Shout                      |                                        | Cape Cod Theatre Project          | Autor |
| 2014 | Mucho ruido y pocas nueces                               | Benedick                               | Teatro Público                    |       |
| 2015 | The Dutch Courtesan                                      |                                        | Red Bull Theater                  |       |
| 2015 | Posterity                                                | Gustav Vigeland                        | Atlantic Theater Company          |       |
| 2015 | Cimbelino                                                |                                        | Teatro Público                    |       |
| 2015 | The Cheats                                               |                                        | Steep Theatre                     | Autor |
| 2015 | Ricardo III                                              |                                        | Shakespeare & Company             |       |
| 2017 | The Whirligig                                            |                                        | The New Group                     | Autor |
| 2017 | Mamma Mia!                                               | Harry                                  | Hollywood Bowl                    |       |
| 2018 | Enrique IV                                               | Hal                                    | Shakespeare Center of Los Angeles |       |
| 2019 | The Pain of My Belligerence                              | Guy                                    | Playwrights Horizons              |       |
| 2019 | La importancia de llamarse Ernesto                       | John Worthing                          | Teatro American Airlines          |       |
| 2021 | Volpone                                                  | Mosca                                  | Red Bull Theater                  |       |
| 2023 | Paris, ACTORS!                                           | Serge Sand                             | Williamstown Theatre Festival     | Autor |

## Premios
Drama Desk Award
| Año  | Categoría               | Trabajo                          | Resultado |
| ---- | ----------------------- | -------------------------------- | --------- |
| 2009 | Mejor actor en una obra | Noche de reyes                   | Nominado  |
| 2013 | Mejor actor en una obra | La comedia de las equivocaciones | Nominado  |

Drama League Award
| Año  | Categoría                  | Trabajo                  | Resultado |
| ---- | -------------------------- | ------------------------ | --------- |
| 2006 | Interpretación distinguida | The Busy World Is Hushed | Nominado  |

Premio Obie
| Año  | Categoría           | Trabajo             | Resultado |
| ---- | ------------------- | ------------------- | --------- |
| 2011 | Obie a la actuación | The School for Lies | Ganador   |

Premio del Sindicato de Actores
| Año  | Categoría     | Trabajo         | Resultado |
| ---- | ------------- | --------------- | --------- |
| 2015 | Mejor reparto | La gran apuesta | Nominado  |

Outer Critics Circle Award
| Año  | Categoría               | Trabajo             | Resultado |
| ---- | ----------------------- | ------------------- | --------- |
| 2011 | Mejor actor en una obra | The School for Lies | Nominado  |

Critics' Choice Super Awards
| Año  | Categoría                          | Trabajo            | Resultado |
| ---- | ---------------------------------- | ------------------ | --------- |
| 2022 | Mejor actor en una serie de terror | Misa de medianoche | Ganador   |

Lucille Lortel Award
| Año  | Categoría               | Trabajo                     | Resultado |
| ---- | ----------------------- | --------------------------- | --------- |
| 2012 | Mejor actor             | The School for Lies         | Nominado  |
| 2020 | Mejor actor en una obra | The Pain of My Belligerence | Nominado  |